# Липняк (зупинний пункт)
Липня́к — зупинний пункт Коростенської дирекції Південно-Західної залізниці, розташований на дільниці Житомир — Фастів I між станціями Скочище (відстань — 8 км) і Корнин (4 км). Відстань до ст. Житомир — 64 км, до ст. Фастів I — 37 км.
Розташований у селі Кривому Житомирського району.
Відкритий 1954 року. У 2011 році дільницю, на якій розташована платформа, електрифіковано.